# Iliouchine Il-114
L'Iliouchine Il-114 (En russe Илью́шин Ил-114) est un avion de ligne bimoteur russe avec turbopropulseurs. D’une capacité d’environ 60 passagers, l’avion est conçu pour des liaisons locales (moyen courrier).
L’Il-114 comporte deux séries :
- la série Il-114-100 qui a effectué son premier vol en 1990 et dont la production a été arrêtée en 2012,
- la série Il-114-300 dont le premier vol a eu lieu le 16 décembre 2020 pour une mise en service prévue en 2023.

## Historique
Au début des années 80, l'OKB Iliouchine propose un nouveau turbopropulseur pouvant transporter 60 passagers sur 1000 kilomètres à une vitesse de 500 km/h. De nombreuses entreprises étrangères développaient des avions similaires (ATR 72, Fokker 50, Dash 8 ou encore le Saab 2000). Le projet est soutenu après que le Conseil des ministres de l'URSS publie le décret n°834-248 en ce sens le 2 septembre 1985. Cet avion permettrait en effet de remplacer les An-24, Yak-40 et Tu-134 vieillissants dont certains sont en grand nombre au sein de la compagnie Aeroflot.
Le vol du premier prototype eu lieu le 29 mars 1990 à l'aéroport de Moscou-Joukovski. Le développement est ralenti par des problèmes techniques (y compris sur les moteurs Klimov TV7-117) et financiers à la suite de la chute de l'URSS. La production originellement basée à Moscou a par la suite été déplacée à Tachkent en Ouzbékistan, retardant ainsi le vol du second prototype au 24 décembre 1991. Cet appareil s'écrasera le 5 juillet 1993, tuant sept des neuf personnes présentes à bord. Le gouvernement russe arrête de financer le projet et Iliouchine dû continuer le programme sur ses fonds propres. 
L'Il-114 obtient sa certification le 26 avril 1997 et les livraisons de la première série à la compagnie Uzbekistan Airways commence en août 1998.

### Il-114-100

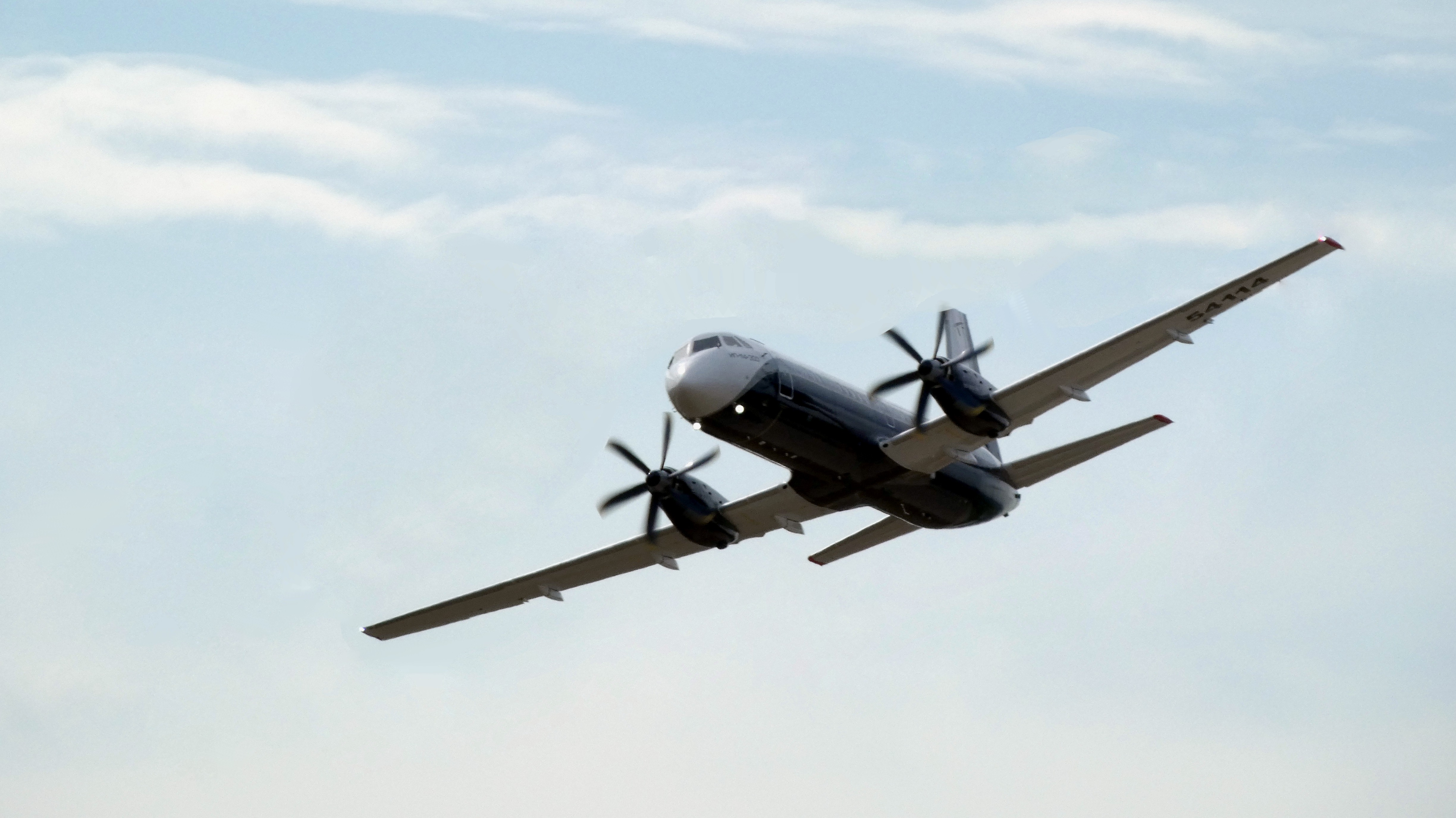

En raison de la faible fiabilité et de la courte durée de vie du moteur TV7-117S de la première série (une dépose du moteur était nécessaire toutes les 1500h), une version équipée du moteur canadien Pratt & Whitney PW127H est proposée, ce moteur ne nécessitant une maintenance que toutes les 6000h et sans dépose. Son premier vol  a lieu le 26 janvier 1999 à Tachkent. La certification est obtenue en décembre 1999 et le premier appareil livré au printemps 2001.
La production de l'Il-114-100 a été arrêtée en juillet 2012, avec le sixième et dernier avion livré le 24 mai 2013 à Uzbekistan Airways. La décision de mettre fin à la production est conforme à la décision du gouvernement ouzbek de convertir l'usine de Tachkent à d'autres types de productions, malgré l'intérêt russe de maintenir la production pour répondre à la demande sur ce type d'aéronef.
Le dernier lot d'avions d'Uzbekistan Airways était composé de six appareils équipés de moteurs PW127H et d'une cabine de 52 sièges en configuration 2+2. Ces appareils ont été livrés entre 2008 et 2013 et ont été retirés du service en 2018.

### Il-114-300
Après la crise de Crimée en 2014, l'armée de l'air russe qui comptait remplacer ses vieux An-26 et An-72 par des An-140 regarde pour une version modernisée de l'Il-114. Le président Vladimir Poutine ordonne à la suite de cela de relancer la production de l'Il-114 avec des composants uniquement d'origine russe pour éviter les sanctions occidentales.
C'est ainsi qu'une version modernisée est lancée. En découlera l'Il-114MP pour une version de patrouille maritime destinée à la marine russe, et l'Il-114-300 pour une version civile. La State Transport Leasing Corporation (GTLK) de Russie souhaite en commander 50 pour équiper les compagnies russes .
Le premier vol a lieu le 16 décembre 2020 à l'aéroport de Moscou-Joukovski. L'avion est équipé des moteurs Klimov TV7-117 modernisés. La certification est prévue en 2022 pour une entrée en service chez Polar Airlines en 2023, et une production de 100 appareils d'ici 2030.

## Variantes
- Il-114 -  La première version fabriquée équipée de moteurs TV7-117S
- Il-114-100 – Version équipée de moteurs PW-127H
- Il-114T – Version cargo. Premier vol le 14 septembre 1996[7]. Délivrée à Zhukovski pour les tests de certification en mars 2001. Deux avions ont été construits par avril 2001. Huit fuselages étaient en dépôt à l'usine aéronautique de Tachkent en mai 2013[8]
- Il-114P – Version de patrouille maritime.
- Il-114MP – Version de patrouille maritime/attaque.
- Il-114FK – Reconnaissance militaire, ELINT, études cartographique.
- Il-114PR – Renseignement d'origine électromagnétique/Système de détection et de commandement aéroporté
- Il-140 – Système de détection et de commandement aéroporté
- Il-140M – patrouille maritime, recherche et sauvetage, surveillance écologique.

## Opérateurs

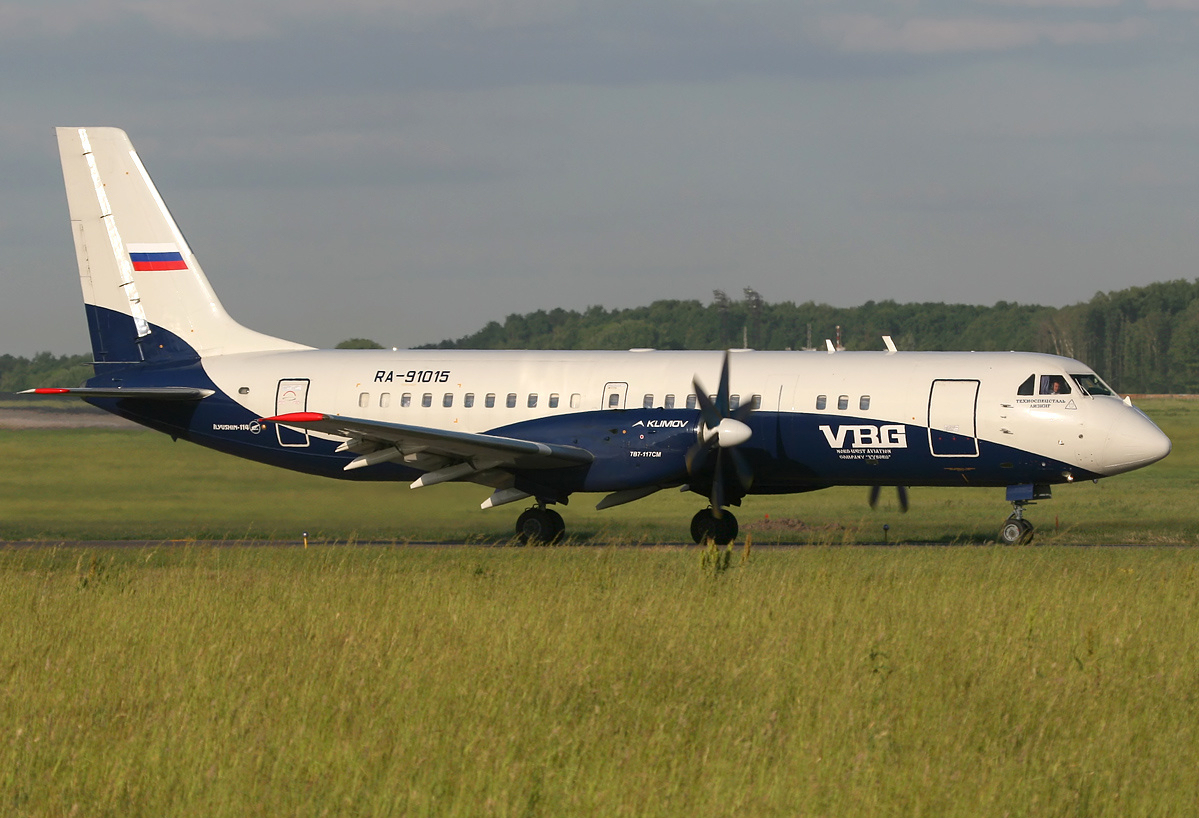
Il-114 de la Vyborg Airlines, 2007

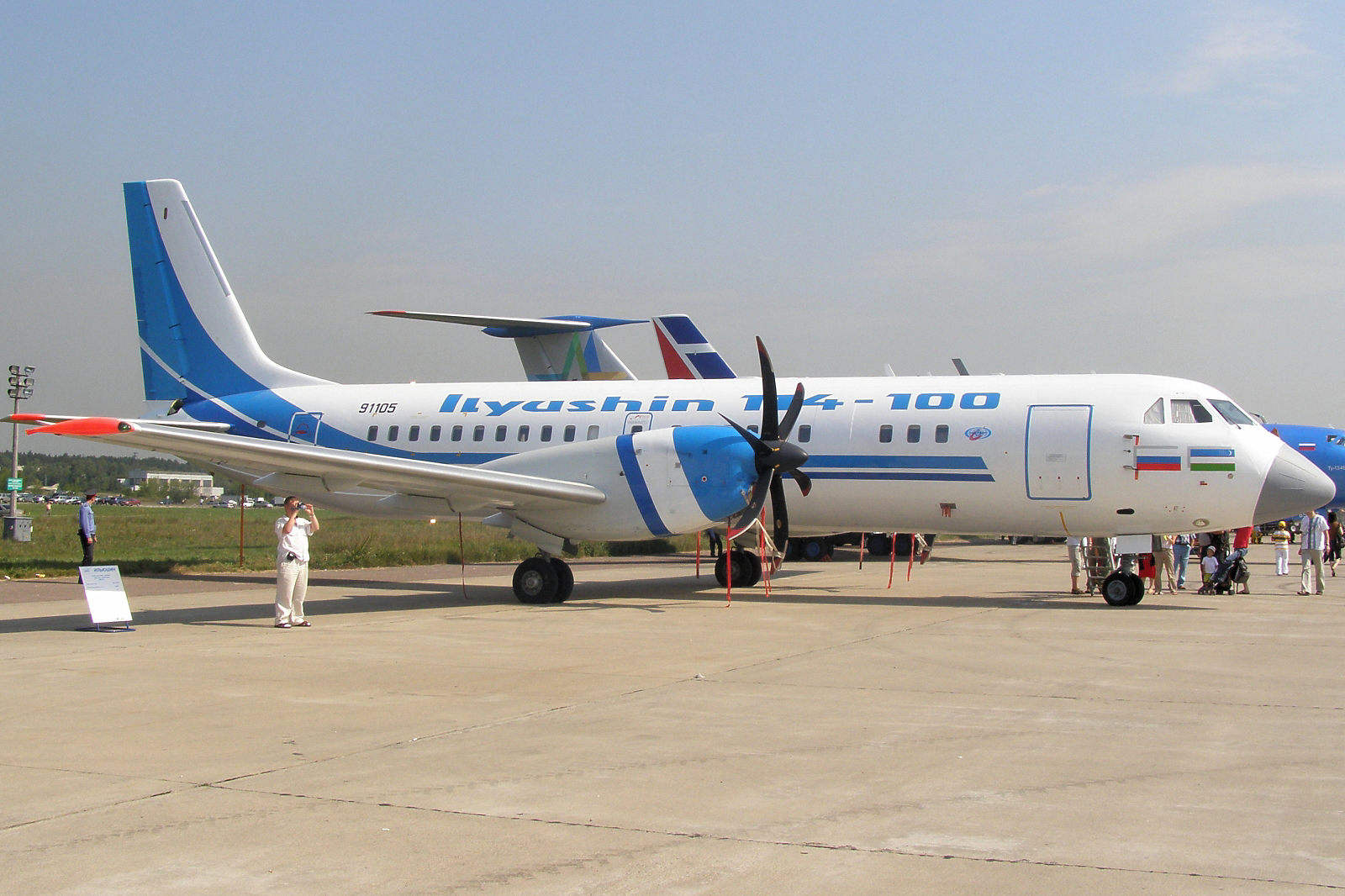
Il-114-100 au Salon international aérospatial de Moscou de Moscou, 2007

Actuels :
 Russie
- Ilyushin Design Bureau

Commandes:
- KrasAvia[9]
- Polar Airlines[10]

Retirés du service :
 Russie
- Vyborg Airlines (2)

 Uzbekistan
- Uzbekistan Airways (6)

## Accidents
- 5 juillet 1993, le deuxième prototype de l'Iliouchine Il-114 s'écrase lors d'un vol d'essai à l'Aéroport de Moscou-Ramenskoïé/Jukovski. Le moteur n°2 n'ayant pas développé une poussée suffisante au décollage, l'avion se  cabre puis décroche. 7 des 9 membres d'équipage périssent dans l'accident[11],[12].
- 5 décembre 1999, une version cargo de l'Iliouchine Il-114 a subi un accident lors d'un vol d'essai à l'aéroport de Domodedovo, tuant cinq personnes et en blessant deux. La dérive de l'appareil est bloquée en position extrême sur la gauche et entraîne donc l'avion qui s'écrase au décollage sur un mur de l'enceinte de l'aéroport[13].